# Alex Greenwood
Alex Greenwood (Liverpool, Inglaterra; 7 de septiembre de 1993) es una futbolista inglesa. Juega como defensa en el Manchester City de la WSL de Inglaterra. Es internacional con la selección de Inglaterra.

## Clubes
| Club                 | País       | Año         |
| -------------------- | ---------- | ----------- |
| Everton              | Inglaterra | 2010 - 2014 |
| Notts County FC      | Inglaterra | 2015        |
| Liverpool            | Inglaterra | 2016 - 2018 |
| Manchester United FC | Inglaterra | 2018 - 2019 |
| Olympique Lyon       | Francia    | 2018 - 2020 |
| Manchester City      | Inglaterra | 2020 - Act. |

## Selección nacional
Su primera participación con el cuadro de las  Tres Leonas se dio en el 2012, en la  Eurocopa Sub-19 disputada en Turquía donde fue capitana. Su destacada actuación llamó la atención del entonces entrenador de la selección mayor, Mark Sampson, quién la llevó a  La Copa de Chipre 2014 donde debutó ante  Italia el 5 de marzo de 2014.
Anotó su primer gol para Inglaterra la victoria 10-0 contra Montenegro, en un partido clasificatorio para la  Copa del Mundo.
En la Copa Mundial de la FIFA 2015, fue el miembro más joven de la escuadra inglesa y compartió la lateral izquierda con Claire Rafferty. Obtuvo la medalla de bronce cuando Inglaterra derrotó por 1-0 a Alemania en el partido por el tercer lugar, partido donde ella fue titular. Disputó otros 2 encuentros de la fase de grupos, contra Colombia y México, donde puso un pase para gol.
En 2017, asistió a la Eurocopa donde 'Las Leonas' llegaron hasta semifinales cayendo por 3-0 contra la anfitriona y campeona  Países Bajos, sin embargo, Alex no tuvo mucha participación en el torneo al sólo jugar el último partido de la fase de grupos donde el cuadro británico no se jugaba nada.
En 2019, Greenwood fue parte del equipo de Inglaterra que ganó la Copa SheBelieves en los Estados Unidos. Más tarde ese año, Greenwood fue seleccionada como parte del equipo de la Copa Mundial de Inglaterra.

### Participaciones en fases finales
| Torneo                         | Sede         | Resultado      | Partidos | Goles | Asistencias |
| ------------------------------ | ------------ | -------------- | -------- | ----- | ----------- |
| Campeonato Europeo Sub-19 2012 | Turquía      | Fase de grupos | 3        | 0     | 0           |
| Copa Mundial de la FIFA 2015   | Canadá       | Tercer lugar   | 3        | 0     | 1           |
| Eurocopa 2017                  | Países Bajos | Semifinal      | 1        | 0     | 0           |
| Copa Mundial de la FIFA 2019   | Francia      | Cuarto lugar   | 4        | 1     | 0           |

### Goles como internacional
| Núm. | Fecha                    | Lugar                                      | Rival      | Gol | Resultado | Competición                       |
| ---- | ------------------------ | ------------------------------------------ | ---------- | --- | --------- | --------------------------------- |
| 1.   | 17 de septiembre de 2014 | Stadion Pod Malim Brdom, Budva, Montenegro | Montenegro | 8–0 | 10–0      | Clasificación Copa del Mundo 2015 |
| 2.   | 4 de junio de 2016       | Adams Park, High Wycombe, Inglaterra       | Serbia     | 1-0 | 7-0       | Clasificación Eurocopa 2017       |
| 3.   | 23 de junio de 2019      | Stade du Hainaut, Valenciennes, Francia    | Camerún    | 3–0 | 3–0       | Copa del Mundo 2019               |

## Palmarés

### Títulos nacionales
| Título                  | Club              | País       | Año     |
| ----------------------- | ----------------- | ---------- | ------- |
| FA Women's Championship | Manchester United | Inglaterra | 2018–19 |
| Trophée des Championnes | Olympique de Lyon | Francia    | 2019    |
| Division 1 Féminine     | Olympique de Lyon | Francia    | 2019-20 |
| Copa de Francia         | Olympique de Lyon | Francia    | 2019-20 |
| Liga de Campeones       | Olympique de Lyon | España     | 2019-20 |
| Women's FA Cup          | Manchester City   | Inglaterra | 2019-20 |
| FA Women's League Cup   | Manchester City   | Inglaterra | 2021-22 |

### Títulos internacionales
| Título               | Equipo     | Sede       | Año  |
| -------------------- | ---------- | ---------- | ---- |
| Eurocopa Femenina    | Inglaterra | Inglaterra | 2022 |
| Finalissima Femenina | Inglaterra | Inglaterra | 2023 |
| Eurocopa Femenina    | Inglaterra | Suiza      | 2025 |